# Tierra Blanca, Teloloapan
Tierra Blanca är en ort i Mexiko.   Den ligger i kommunen Teloloapan och delstaten Guerrero, i den södra delen av landet, 140 km sydväst om huvudstaden Mexico City. Tierra Blanca ligger 1 662 meter över havet och antalet invånare är 239.
Terrängen runt Tierra Blanca är lite kuperad. Runt Tierra Blanca är det ganska glesbefolkat, med 47 invånare per kvadratkilometer. Närmaste större samhälle är Teloloapan, 3,3 km sydväst om Tierra Blanca. I omgivningarna runt Tierra Blanca växer huvudsakligen savannskog.